# Libert-Elie Thomas
Libert-Elie Thomas, belgijski general, * 4. april 1889, † 25. december 1961.